# Babić (blauw druivenras)

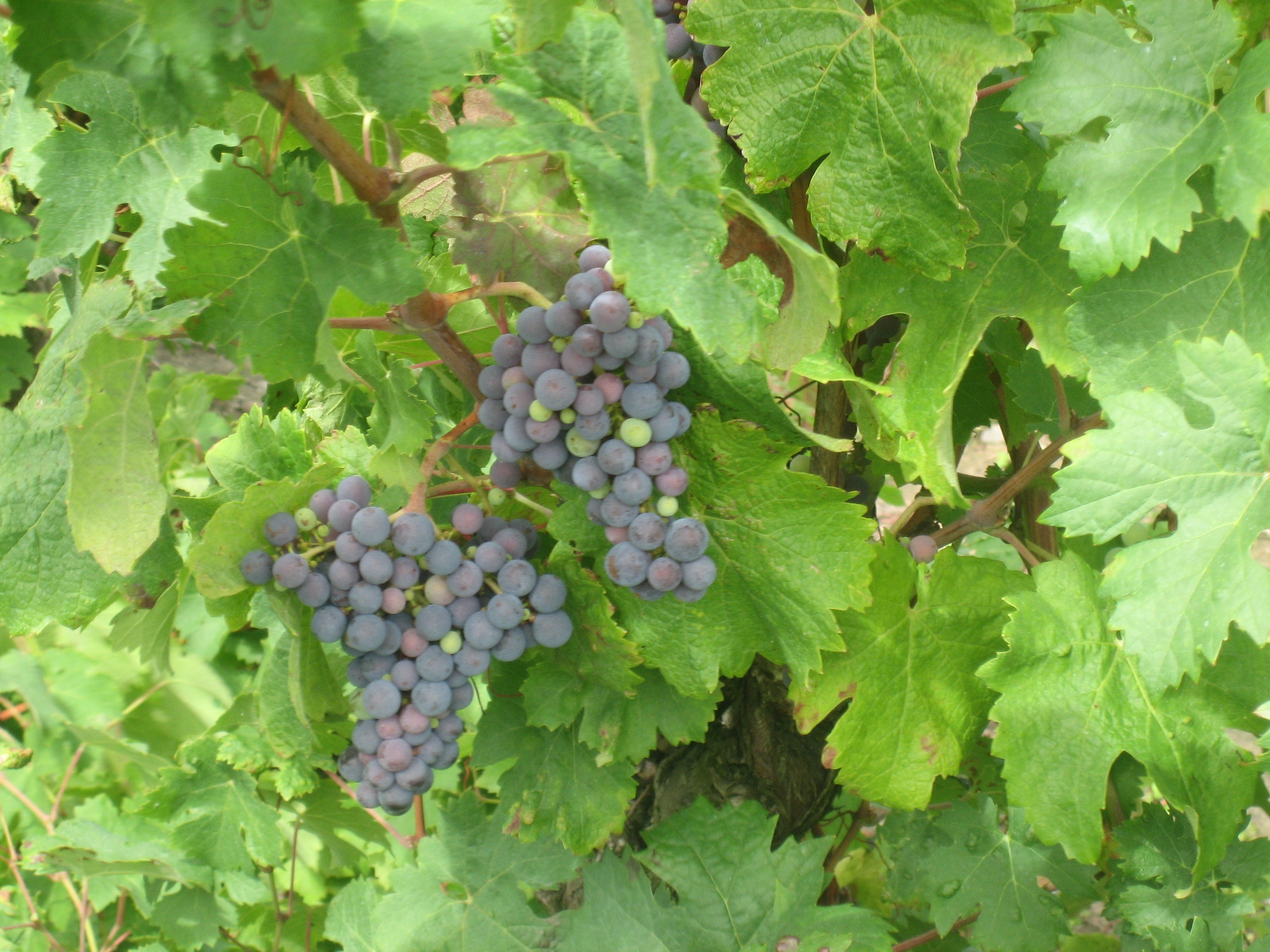
blauw druivenras

De Babić is een blauwe druivensoort uit Kroatië, dat in principe hoogwaardige wijn kan produceren met een lang bewaarpotentieel.

## Geschiedenis
Deze druif kent zijn oorsprong in het zuidelijke gedeelte van de Dalmatische kust.
DNA-onderzoek heeft uitgewezen dat de Dobričić druif een van de voorouders is.

## Kenmerken
Kort snoeien is van belang omdat deze variëteit dan veel zon krijgt doordat het weinige blad geen bescherming biedt voor de relatief grote trossen van druiven die een dikke schil hebben. Botrytis is een risico, omdat de oogst later in het najaar plaatsvindt.
De kwaliteit van de wijnen verschilt enorm van gebied tot gebied. Als de stokken geplant zijn op diepe, vruchtbare grond en dus een hoge opbrengst hebben, dan is de wijn niet meer dan van gemiddeld niveau. Maar als de opbrengsten laag zijn, zoals in het winderige Primošten bijvoorbeeld, dan zijn de wijnen diep donker gekleurd met een aroma van pepers en zachte tannines. Door het laatste zijn ze al jong drinkbaar, maar geduld wordt beloond als men ze een aantal jaren laat rijpen.

## Gebieden
In Kroatië is ongeveer 600 hectare met deze druif aangeplant, voornamelijk in de Šibenik regio ten noordwesten van de stad Split alhoewel het ook voorkomt in kleine wijngaarden in de rest van Dalmatië en op het eiland Korčula. De allerbeste wijnen komen van de rotsbodem nabij Primošten in de buurt van Split. Dit ras komt nergens anders in de wereld voor.

## Synoniemen[1]
- Babcevica
- Babić Crni
- Babić Mali
- Babić Pivati
- Babić Pluskavi
- Babić Veliki
- Babića
- Babića Crna
- Babića Crni

- Babića Gresljivka Crni
- Babića Mala
- Babića Velika
- Babicevic
- Babicevica
- Babika
- Babika Vela
- Babina
- Babinka

- Babinka Vela
- Babitch
- Babitza
- Babytch
- Crnac Rani
- Crnac Rani a Sibenik
- Divljak a Zadar
- Grastavac
- Gresljivka

- Pazanin
- Resljivka
- Rogoznicanin
- Roguljanac
- Roguljanak a Sibenik
- Shibenchanatz
- Sibencanac
- Sibencanac a Zadar